# Кюнст, Дес
Дес Кюнст (нидерл. Des Kunst; род. 12 октября 1999, Эймёйден, Северная Голландия) — нидерландский футболист, нападающий клуба «Катвейк».

## Клубная карьера
Футболом начал заниматься в школе клуба «Стормвогелс» из его родного города Эймёйден. Затем перешёл в АЗ, где выступал за молодёжные команды до 2018 года. С 2016 года начал попадать в заявки на матчи второй команды клуба — «Йонг АЗ». Первую игру в её составе провёл 10 декабря 2016 года против «Барендрехта». Кюнст появился на поле на 89-й минуте вместо Ливая Гарсии. В следующем матче, в котором нападающий принял участие, он забил первый мяч. 13 мая 2017 года в заключительном туре он поразил ворота всё того же «Барендрехта» и принёс своей команде ничью 2:2. По итогам сезона «Йонг АЗ» занял первое место в турнирной таблице второго дивизиона и завоевал право выступать на следующий сезон на более высоком уровне.
25 октября 2020 года впервые попал в заявку АЗ на матч чемпионата Нидерландов с «АДО Ден Хааг», но на поле не появился. Через четыре дня также был включён в заявку на матч группового этапа Лиги Европы с хорватской «Риекой».
8 июля 2021 года перебрался в Швецию, подписав контракт с «Варбергом». 19 июля в его составе дебютировал в чемпионате Швеции, выйдя в стартовом составе на игру очередного тура с «Хальмстадом». Кюнст провёл на поле 63 минуты, после чего был заменён на южноафриканца Райана Муна, через минуту после выхода открывшего счёт в матче.

## Достижения
Йонг АЗ
- Победитель второго дивизиона: 2016/17

## Клубная статистика
| Выступление      | Выступление      | Выступление      | Лига | Лига | Кубки | Кубки | Конт.кубки | Конт.кубки | Итого | Итого |
| Клуб             | Лига             | Сезон            | Игры | Голы | Игры  | Голы  | Игры       | Голы       | Игры  | Голы  |
| ---------------- | ---------------- | ---------------- | ---- | ---- | ----- | ----- | ---------- | ---------- | ----- | ----- |
| Йонг АЗ          | Второй дивизион  | 2016/17          | 2    | 1    | 0     | 0     | 0          | 0          | 2     | 1     |
| Йонг АЗ          | Первый дивизион  | 2017/18          | 0    | 0    | 0     | 0     | 0          | 0          | 0     | 0     |
| Йонг АЗ          | Первый дивизион  | 2018/19          | 11   | 0    | 0     | 0     | 0          | 0          | 11    | 0     |
| Йонг АЗ          | Первый дивизион  | 2019/20          | 14   | 6    | 0     | 0     | 0          | 0          | 14    | 6     |
| Йонг АЗ          | Первый дивизион  | 2020/21          | 18   | 2    | 0     | 0     | 0          | 0          | 18    | 2     |
| Йонг АЗ          | Итого            | Итого            | 45   | 9    | 0     | 0     | 0          | 0          | 45    | 9     |
| Варберг          | Аллсвенскан      | 2021/22          | 3    | 0    | 0     | 0     | 0          | 0          | 3     | 0     |
| Варберг          | Итого            | Итого            | 3    | 0    | 0     | 0     | 0          | 0          | 3     | 0     |
| Всего за карьеру | Всего за карьеру | Всего за карьеру | 48   | 9    | 0     | 0     | 0          | 0          | 48    | 9     |